# サイドワインダー・レイブン
サイドワインダー・レイブン（英: Sidewinder Raven）はアメリカ合衆国の2段式観測ロケット。
1964年に米陸軍技術研究開発研究所がホワイトサンズで2基テスト・ミッションとして打ち上げた。

## データ
- 全重量: 110 kg
- 全長: 5.20 m
- 直径: 0.13 m
- 翼長: 0.64 m
- 推力: 26.40 kN
- 高度: 112 km
- 初発射: 1964-01-01
- 発射回数: 2 回